# Sant Pau del Molí de Vent
Sant Pau del Molí de Vent és l'església parroquial del barri del Molí de Vent de la ciutat de Perpinyà, a la comarca del Rosselló, de la Catalunya del Nord.

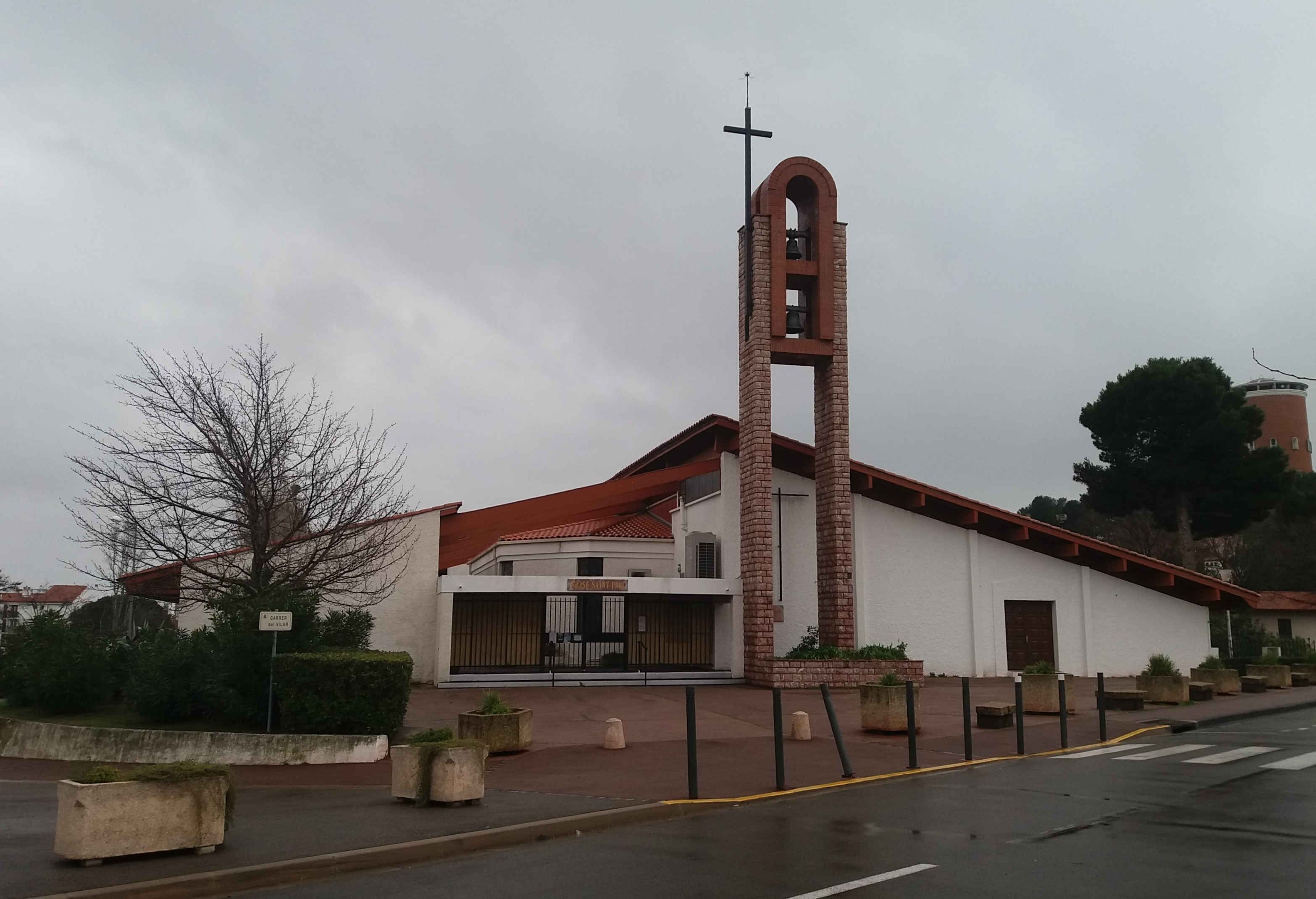
Façana nord de Sant Pau del Molí de Vent

Està situada en el barri del mateix nom, en el bulevard del Foment de la Sardana.
El 1964 el bisbat va comprar dos apartaments en el nou barri del Molí de Vent, on va començar a actuar aquesta parròquia, creada al cap de poc. El 1965 es van començar a celebrar misses en una barraca provisional, fins que el 1967 van ser comprats els terrenys per a la nova església, que fou construïda entre 1967 i 1968. El 1992, encara, va ser engrandida per tal d'adquirir l'aspecte actual.